# Eurycea quadridigitata
Eurycea quadridigitata är en groddjursart som först beskrevs av John Edwards Holbrook 1842.  Eurycea quadridigitata ingår i släktet Eurycea och familjen lunglösa salamandrar. IUCN kategoriserar arten globalt som livskraftig. Inga underarter finns listade i Catalogue of Life.